# Torre de la Serra de la Petita
La torre de la Serra de la Petita és un fortí de Berga declarat bé cultural d'interès nacional.

## Descripció
Aquest fortí està situat en una talaia que permet visualitzar tot el Baix Berguedà i un sector de l'Alt Berguedà. És de planta circular i volum troncocònic. Té una planta baixa mig soterrada i una de superior coberta amb volta de pedra. Està flanquejat per petites espitlleres i matacans, que es conserven en mal estat, juntament amb les restes de la muralla que l'unien amb el castell de Sant Ferran. L'aparell és de pedra irregular i morter. Està flanquejat de matacans i algunes petites espitlleres. Actualment tota l'obra està sotmesa a un procés de degradació força ràpid. A l'entorn trobem altres vestigis de fortificacions. La serra forma l'estrep nord-est del coll de santa Magdalena, punt de pas obligat per a totes les comunicacions al nord de Berga.

## Història
El 19/07/1713 la serra fou escenari d'una forta lluita en la guerra de successió. La torre de la Petita formà part d'un projecte de fortificació del castell de Berga, signat per l'enginyer Antonio López Sopeña l'any 1797, obra que no es va realitzar en la seva totalitat. Finalment es va fer l'any 1836, en el context de la Primera Guerra Carlina.
La junta del museu de Berga ha proposat la rehabilitació del lloc per convertir-lo en museu de les guerres carlines de Catalunya.